# Simon i Backabo

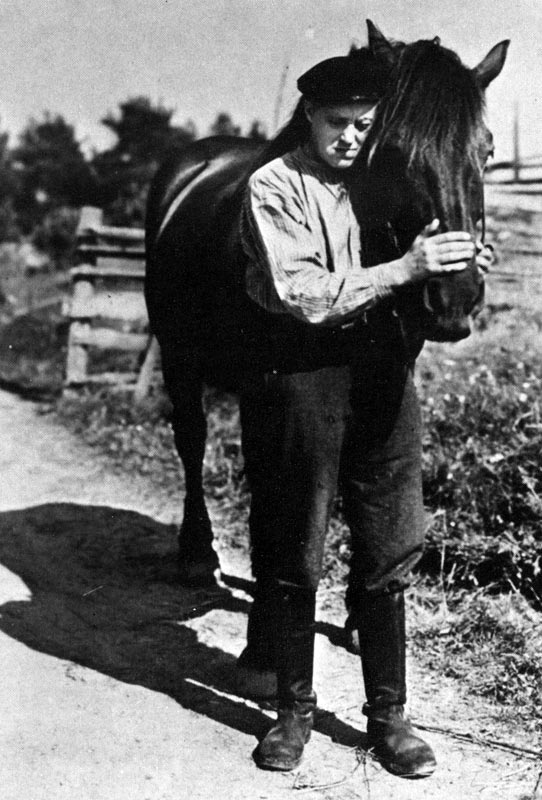
Fridolf Rhudin i huvudrollen i Simon i Backabo.

Simon i Backabo är en svensk komedifilm från 1934 i regi av Gustaf Edgren.

## Handling
Simon Jönsson lever ett enkelt liv på en gård i Backabo utanför Filipstad med sin farmor och pigan Greta. En dag ärver han en förmögenhet i form av ett arv från Amerika. Två skumma typer, Gustaf Strömberg och Dicke Lundén försöker lura till sig pengarna. Strömberg och Lundén behöver pengar då ett tänkt försäkringsbedrägeri med ett fartyg ser ut att gå om intet och ser till att deras kumpan Mary vampar Simon. Senare visar det sig dock att pengarna bara existerat på papper och gått åt till skatter och annat. Men när allt ser som mörkast ut utför Simon genom en slump ett stort hjältedåd.

## Om filmen
Filmen byggde på pjäsen Sympatiske Simon. Den hade Sverigepremiär i Uppsala 22 oktober 1934. Fridolf Rhudin gjorde sin sista filmroll här. Filmen har TV-visats av SVT ett flertal gånger, varav senast 1999.

## Rollista i urval
- Fridolf Rhudin – Simon Jönsson
- Thor Modéen – Gustaf Strömberg
- Semmy Friedmann – Dicke Lundén
- Mona Mårtenson – Mary Haglund
- Hilda Borgström – farmodern
- Sickan Carlsson – Greta
- Holger Löwenadler – sjömannen Karl
- Emy Hagman – Jenny, Karls fästmö
- Weyler Hildebrand – Julius Göransson, polis

Ej krediterade skådespelare, urval
- Julia Cæsar – Ewa Roos, änkefru
- Elsa Carlsson – Mademoiselle Claire de la Meunière
- Wanda Rothgardt – biträde på Charminstitutet
- Naemi Briese – Lisa
- Emil Fjellström – Andersson
- Bellan Roos – anställd i kiosk
- Sven Jerring – som sig själv
- Nils Jacobsson – journalisten
- Georg Fernquist – fotograf
- Georg Skarstedt – bensinförsäljare
- Hartwig Fock – auktionsförrättare
- Mona Geijer-Falkner – kvinna på auktion
- John Elfström – Petter i Hagen
- Carl Deurell – Backabos häradsrättsdomare
- Sigge Fürst – man utanför café